# Neath
Pour les articles homonymes, voir Neath (homonymie).
Neath (Castell-nedd en gallois) est une ville du pays de Galles située sur le fleuve du même nom, dans le borough de comté de Neath Port Talbot (comté traditionnel de Glamorgan).

## Histoire
Historiquement, Neath fut le lieu de franchissement de la Neath et existe depuis que les Romains fondèrent le fort de Nido ou Nidum dans les années 70 av. J.-C. Le fort romain a pris son nom de la rivière Nedd, mot apparenté à Nied en français, Nidda en allemand.
Il existe des preuves de présences humaines préhistoriques sur les collines qui entourent la ville, qui ont été probablement celtiques.
Ildut a visité la région de Neath et y a établi un village en ce qui est maintenant connu sous le nom de Llantwit, sur le bord nord de la ville. L'église Saint-Illtyd a été construite à cet endroit et agrandie à l'époque normande. Elle est aujourd'hui intégrée dans l'Église du pays de Galles. Le nom gallois pour Neath est Castell-nedd, se référant au château normand qui se trouve à proximité de l'actuel centre commercial.
Neath a longtemps été un bourg, qui s'est développé avec la Révolution industrielle au XVIIIe siècle avec de nouvelles industries sidérurgiques. La famille Mackworth, qui était propriétaire du Gnoll Estate, a été importante dans le développement industriel de la ville. Le charbon a été exploité intensivement dans les vallées environnantes et la construction des canaux et des chemins de fer a fait de Neath un centre de transport important. Les familles Evans & Bevan ont été des acteurs majeurs dans la communauté minière locale ainsi que les propriétaires de la vallée de Neath Brewery.
La silice a été exploitée dans la région des Craig-y-Dinas de Pontneddfechan, après que l'entrepreneur William Weston Young a inventé la brique réfractaire pour le traitement en hauts fourneaux. Le développement industriel a continué tout au long du XXe siècle avec la construction par British Petroleum d'une nouvelle raffinerie de pétrole à Llandarcy.
L'amiral Nelson a séjourné à l'Hôtel du Château en route vers Milford Haven où la flotte était à l'ancre. Le fils du propriétaire de l'hôtel a servi comme officier des Royal Marines avec Lord Nelson à bord du HMS Victory lors de la bataille de Trafalgar.
L'estuaire de la Neath est navigable et Neath a été un port fluvial jusqu'à une époque récente. Les attractions de la ville pour les touristes se trouvent dans les ruines de l'abbaye cistercienne de Neath, le parc Gnoll et le grand marché couvert.
Neath a accueilli l'Eisteddfod Genedlaethol en 1918, 1934 et 1994.
Neath abrite également le Centre du commerce du pays de Galles (Trade Centre Wales), ainsi que les studios de Radio Bay.

## Administration
Le conseil d'arrondissement précédent a été intégré dans l'autorité unitaire de Neath Port Talbot le 1er avril 1996. La ville comprend les circonscriptions électorales de Neath-Est, Neath Nord Neath et Neath Sud.

## Personnalités nées à Neath
- Clayton Blackmore, (1946-), footballeur.
- Katherine Jenkins (1980-), chanteuse mezzo-soprano.
- Ray Milland (1905-1986), acteur.
- Bonnie Tyler (1951-), chanteuse.
- Thomas Garnet Henry James, (1923-2009), égyptologue.
- Hywel Francis (1946-2021), politicien britannique.
- Ben Davies (1993-), footballeur.

Et les joueurs de rugby
- Ron Waldron (1933-)
- James Hook (1985-)
- Duncan Jones, 1978-)
- Richard Hibbard, (1983-)
- Paul James, (1982-)
- Scott Morgan, (1978-).
- Roy John (1925-1981)